# Key-Reseller
Als Key-Reseller (engl. für Schlüssel-Wiederverkäufer) werden sowohl Websites und Online-Marktplätze als auch dort aktive Händler bezeichnet, die Lizenzschlüssel für Computerspiele und andere Software ohne Autorisierung der jeweiligen Rechteinhaber vertreiben. In der Regel werden Aktivierungscodes bei Key-Resellern zu niedrigeren Preisen angeboten, als über die offiziellen Vertriebskanäle der Publisher. Neue Blockbuster-Titel werden so statt für 60 oder 70 üblicherweise für 50 bis 60 Euro angeboten. Bekannte Key-Reseller sind G2A, Kinguin, Gamesrocket und MMOGA.
Neben unautorisierten Key-Resellern und Marktplätzen existieren auch lizenzierte Händler, sog. Key-Seller, die Aktivierungscodes für Plattformen wie Steam, Epic Games Store, GOG.com, Uplay oder Origin direkt von den Herstellern beziehen und, wenn auch oft ebenfalls günstiger, offiziell vertreiben. Dazu gehören Humble, Fanatical, Green Man Gaming, GamersGate, IndieGala und Gamesplanet.

## Kritik
Den Plattformen und Händlern werden regelmäßig (Beihilfe zu) Steuerhinterziehung, Hehlerei und Kreditkartenbetrug vorgeworfen. Das Geschäftsmodell wird mitunter mit dem von Filesharing-Anbietern verglichen. Eine interne Untersuchung des Key-Resellers G2A im Mai 2020 bestätigte, dass von 321 Keys, die der britische Entwickler Wube (Factorio) als verdächtig reklamierte, 198 unrechtmäßig über die Plattform vertrieben wurden. Es handelte sich um mutmaßlich gestohlene Ware. Entwickler 11 Bit Studios kritisierte Key-Reseller Kinguin 2021 dafür, Kunden Vorbestellungen seines zu diesem Zeitpunkt unveröffentlichten Spiels Frostpunk 2 zu ermöglichen, noch bevor der Hersteller den Verkaufspreis des Titels bekannt gegeben hatte.

## Reaktion der Spieleindustrie
Als der französische Publisher Ubisoft im Januar 2015 die Zugänge für Spieler sperrte, die Spiele wie Far Cry 4 oder Assassin’s Creed Unity mit unrechtmäßig erworbenen Keys aktivierten, bezifferte Key-Reseller Kinguin seinen entstandenen Schaden durch Rückerstattungen auf über 150.000 Euro. Die Aktivierungscodes wurden mit gestohlenen Kreditkarten im großen Maßstab auf Origin erworben. Außerdem veröffentlichte Ubisoft einen Artikel in ihrem Kundenservice in dem von Ubisoft zertifizierte Digitale Vertriebsplattformen aufgeführt werden.
Auch Zenimax Online (The Elder Scrolls Online) sperrte 2015 eine unbekannte Anzahl Nutzerkonten, die nicht korrekt lizenzierte Zugangscodes verwendeten und riet vom Kauf bei Key-Resellern ab.
Gearbox Software kündigte 2017 jegliche Zusammenarbeit mit G2A.com wegen anhaltender Kritik an den Geschäftspraktiken des Marktplatzes auf. Der Entwickler forderte zuvor die Umsetzung einer Reihe konkreter Käuferschutzmaßnahmen und die Möglichkeit für Entwickler und Publisher, illegal erworbene Aktivierungscodes auf der Plattform als solche melden zu können. Der Reseller stritt die Kritik als unbegründet ab und kam den Forderungen nicht nach, woraufhin Gearbox den Verkauf der eigenen Produkte über die Plattform einstellte.
Teilweise riefen Spieleentwickler ihre Kunden dazu auf, lieber Raubkopien ihrer Spiele zu spielen, als die Dienste von Key-Resellern in Anspruch zu nehmen. Der Aufwand der Rückabwicklung von Käufen fehlerhafter oder illegal erworbener Schlüssel bedeute einen hohen Aufwand und bliebe in aller Regel an den Entwicklern oder Publishern hängen. Dies koste kleine Unternehmen „so viel potenzielle Entwicklungszeit im Kundenservice, bei der Untersuchung falscher Schlüsselanfragen, beim Herausfinden von Kreditkartenrückbuchungen und vielem mehr“, dass unterm Strich eine illegale Kopie besser sei. „Die Entwicklerstudios [verdienen] an ihren Keys (die sie in irgendeiner Form ja ganz am Anfang der Verwertungskette selbst herausgegeben haben) wirklich kein Geld, beziehungsweise [machen] sogar Verlust - anders als bei einer Schwarzkopie“.